# Ooencyrtus vinulae
Ooencyrtus vinulae är en stekelart som först beskrevs av Masi 1909.  Ooencyrtus vinulae ingår i släktet Ooencyrtus och familjen sköldlussteklar. Inga underarter finns listade i Catalogue of Life.